# SketchUp
SketchUp là một phần mềm mô hình hóa 3D, dành cho các kiến trúc sư, các kỹ sư, nhà phát triển trò chơi điện tử, các đạo diễn điện ảnh và các ngành nghề có liên quan. Phần mềm này khởi đầu được phát triển bởi công ty @Last Software, có trụ sở tại Boulder, Colorado, Mỹ. Phần mềm này nổi bật như một công cụ diễn tả ý tưởng đơn giản, nhanh gọn với giao diện đồ họa cho người sử dụng.
Một vài đặc điểm nổi bật:
- Không cần phần cứng mạnh như các phần mềm mô hình hóa khác như 3D Max, FormZ, Maya.
- Hệ thống giao diện với con trỏ đồ họa thông minh cho phép người sử dụng dựng hình vẽ ba chiều trong không gian hai chiều của màn hình.
- Các mặt, diện (face) được định nghĩa đơn giản dựa trên một miền khép kín.
- Tạo khối đơn giản nhanh gọn bằng công cụ "kéo-đẩy" (push-pull tool)
- Công cụ chỉnh sửa khối (extrude - widen) và tạo khối theo đường sinh cho trước (follow me tool)
- Khả năng cho phép mô phỏng, hiệu chỉnh góc chiếu của mặt trời vào tất cả các thời điểm trong năm cũng như bao quát các góc nhìn cho hiệu quả gần như tức thời.
- Bản vẽ được kết xuất (render) ở tốc độ cao dựa trên tốt giản hệ mô hình đa giác thấp (low-poly), có phong cách trình bày độc đáo.
- Khả năng giao tiếp rộng rãi với các phần mềm mô hình khác.
- Có thể kết hợp với các trình kết xuất ngoài (Renderer) để cho ra những hình ảnh tốt hơn (etc. IRender, Podium, Indigo, Kerkythea...)

Phiên bản đầu tiên của SketchUp được phát hành đầu năm 2001 với mục đích tạo các đối tượng ba chiều đơn giản, tuy nhiên SketchUp đã sớm tìm được vị trí trong thị trường kiến trúc và thiết kết, sau khi có một vài sửa đổi nhỏ để phù hợp với đặc điểm của các ngành chuyên môn. Chìa khóa quyết định cho thành công của phần mềm nằm ở độ nhận biết các đường cong, tuy không sâu như các phần mềm mô hình hóa ba chiều trên thị trường nhưng đã đem lại tốc độ xử lý nhanh. Tuy nhiên chính điều này cũng hạn chế khả năng mô phỏng thực tế của SketchUp.
Một ứng dụng hữu hiệu của phần mềm này là thiết kế mẫu nhà. Sau khi thiết kế xong mô hình, người dùng có thể kết hợp sử dụng Google Earth để dán mẫu nhà vừa thiết kế lên hình ảnh khu vực có lô đất đó, để xem nó phù hợp với toàn cảnh ra sao. Ngoài ra, người sử dụng cũng có thể chia sẻ thiết kế của mình với những người dùng khác thông qua tính năng 3D warehouse các mô hình đã hoàn thành từ nhà cửa cho tới đồ đạc, vật dụng, xe cộ, tượng, cầu...

## Lịch sử
SketchUp hiện tại thuộc sở hữu của Trimble Navigation, một công ty đo đạc, trắc địa, làm bản đồ và cung cấp thiết bị định hướng. SketchUp đã được phát triển độc lập từ năm 2000 tới năm 2006. Sau đó được Google mua lại từ 2006 đến 2012. Và công ty sở hữu gần đây nhất là Trimble.

### @Last Software
SketchUp được khởi đầu và phát triển tại @Last Software ở Boulder, Colorado, đồng sáng lập năm 1999 bởi Brad Schell và Joe Esch.

### Google
Google mua lại @Last Software vào ngày 14/3/2006 với số tiền khoảng 15-45 triệu đô la Mỹ, do bị hấp dẫn bởi sản phẩm của @Last's Software's trong khi đang phát triển trình cắm cho phần mềm Google Earth.
Ngày 14 tháng 3 năm 2006, hãng Google đã thông báo mua SketchUp và bổ sung thêm phần phụ trợ (plugin) cho Google Earth.  Các phần phụ trợ khác có thể tải về từ trang chủ của @Last. Ngày 27 tháng 5 năm 2006, Google phát hành phiên bản miễn phí của SketchUp được cung cấp ở website của Google. Phiên bản miễn phí không có nhiều chức năng như SketchUp Pro, nhưng nó có những công cụ để xuất mô hình theo định dạng Google Earth hay truyền lên Google 3D Warehouse, thư viện 3D khổng lồ chứa các mô hình được vẽ trong SketchUp. (Điều này đòi hỏi người dùng phải có tài khoản Google và đăng nhập trong SketchUp)

### Trimble
Trimble Navigation mua lại SketchUp từ Google vào ngày 1/6/2012 với giá trị xấp xỉ 100 triệu đô la.